# Kalifornisk minörspindel
Kalifornisk minörspindel (Bothriocyrtum californicum) är en spindelart som först beskrevs av O. Pickard-Cambridge 1874.  Bothriocyrtum californicum ingår i släktet Bothriocyrtum och familjen Ctenizidae. Inga underarter finns listade.